# Tedania strongylostyla
Tedania strongylostyla är en svampdjursart som beskrevs av Kennedy och Hooper 2000. Tedania strongylostyla ingår i släktet Tedania och familjen Tedaniidae.
Artens utbredningsområde är Vanuatu. Inga underarter finns listade i Catalogue of Life.